# Zona de Defensa 3
La Zona de Defensa 3 (Z Def 3) fue una de las cinco zonas de defensa del Ejército Argentino creadas originalmente por el Plan de Capacidades Marco Interno de 1972.

## Historia
La jurisdicción de la Zona 3 abarcaba las provincias de Córdoba, Catamarca, Jujuy, La Rioja, Mendoza, Salta, San Luis, San Juan, Santiago del Estero y Tucumán.

## Organización
La Zona de Defensa 3 se organizaba en:
- el Comando (Cdo Z Def 3), a cargo del Comando del III Cuerpo con sede en la Guarnición Militar Córdoba;
- la Subzona 31 (a cargo del segundo comandante del III Cuerpo), conformada por Córdoba, Catamarca, La Rioja y Santiago del Estero;[4]
- Subzona 32 (a cargo del Comando de la V Brigada de Infantería), compuesta por Jujuy, Salta y Tucumán;[5]
- y la Subzona 33 (a cargo del Comando de la VIII Brigada de Infantería de Montaña), compuesta por Mendoza, San Juan y San Luis.[6]

## Comandantes
Los comandantes de la Zona de Defensa 2 fueron:
- General de división Luciano Benjamín Menéndez[nota 1] (1975-1979)
- General de división José Antonio Vaquero (1979-1980)
- General de división Antonio Domingo Bussi (1980-1980)
- General de división Eugenio Guañabens Perelló (1981-ca. 1982)[8]